# Seznam občin italijanske dežele Emilija - Romanja
V seznamu so naštete občine vseh devetih pokrajin italijanske dežele Emilija - Romanja v izvirni italijanski obliki.

## Pokrajina Bologna
A
Anzola dell'Emilia • Argelato
B
Baricella • Bazzano • Bentivoglio • Bologna • Borgo Tossignano • Budrio
C
Calderara di Reno • Camugnano • Casalecchio di Reno • Casalfiumanese • Castel Guelfo di Bologna • Castel Maggiore • Castel San Pietro Terme • Castel d'Aiano • Castel del Rio • Castel di Casio • Castello d'Argile • Castello di Serravalle • Castenaso • Castiglione dei Pepoli • Crespellano • Crevalcore
D
Dozza
F
Fontanelice
G
Gaggio Montano • Galliera • Granaglione • Granarolo dell'Emilia • Grizzana Morandi
I
Imola
L
Lizzano in Belvedere • Loiano
M
Malalbergo • Marzabotto • Medicina • Minerbio • Molinella • Monghidoro • Monte San Pietro • Monterenzio • Monteveglio • Monzuno • Mordano
O
Ozzano dell'Emilia
P
Pianoro • Pieve di Cento • Porretta Terme
S
Sala Bolognese • San Benedetto Val di Sambro • San Giorgio di Piano • San Giovanni in Persiceto • San Lazzaro di Savena • San Pietro in Casale • Sant'Agata Bolognese • Sasso Marconi • Savigno
V
Vergato
Z
Zola Predosa

## Pokrajina Ferrara
A
Argenta
B
Berra • Bondeno
C
Cento • Codigoro • Comacchio • Copparo
F
Ferrara • Formignana
G
Goro
J
Jolanda di Savoia
L
Lagosanto
M
Masi Torello • Massa Fiscaglia • Mesola • Migliarino • Migliaro • Mirabello
O
Ostellato
P
Poggio Renatico • Portomaggiore
R
Ro
S
Sant'Agostino
T
Tresigallo
V
Vigarano Mainarda • Voghiera

## Pokrajina Forlì-Cesena
B
Bagno di Romagna • Bertinoro • Borghi
C
Castrocaro Terme e Terra del Sole • Cesena • Cesenatico • Civitella di Romagna
D
Dovadola
F
Forlimpopoli • Forlì
G
Galeata • Gambettola • Gatteo
L
Longiano
M
Meldola • Mercato Saraceno • Modigliana • Montiano
P
Portico e San Benedetto • Predappio • Premilcuore
R
Rocca San Casciano • Roncofreddo
S
San Mauro Pascoli • Santa Sofia • Sarsina • Savignano sul Rubicone • Sogliano al Rubicone
T
Tredozio
V
Verghereto

## Pokrajina Modena
B
Bastiglia • Bomporto
C
Campogalliano • Camposanto • Carpi • Castelfranco Emilia • Castelnuovo Rangone • Castelvetro di Modena • Cavezzo • Concordia sulla Secchia
F
Fanano • Finale Emilia • Fiorano Modenese • Fiumalbo • Formigine • Frassinoro
G
Guiglia
L
Lama Mocogno
M
Maranello • Marano sul Panaro • Medolla • Mirandola • Modena • Montecreto • Montefiorino • Montese
N
Nonantola • Novi di Modena
P
Palagano • Pavullo nel Frignano • Pievepelago • Polinago • Prignano sulla Secchia
R
Ravarino • Riolunato
S
San Cesario sul Panaro • San Felice sul Panaro • San Possidonio • San Prospero • Sassuolo • Savignano sul Panaro • Serramazzoni • Sestola • Soliera • Spilamberto
V
Vignola
Z
Zocca

## Pokrajina Parma
A
Albareto
B
Bardi • Bedonia • Berceto • Bore • Borgo Val di Taro • Busseto
C
Calestano • Collecchio • Colorno • Compiano • Corniglio
F
Felino • Fidenza • Fontanellato • Fontevivo • Fornovo di Taro
L
Langhirano • Lesignano de' Bagni
M
Medesano • Mezzani • Monchio delle Corti • Montechiarugolo
N
Neviano degli Arduini • Noceto
P
Palanzano • Parma • Pellegrino Parmense • Polesine Parmense
R
Roccabianca
S
Sala Baganza • Salsomaggiore Terme • San Secondo Parmense • Sissa • Solignano • Soragna • Sorbolo
T
Terenzo • Tizzano Val Parma • Tornolo • Torrile • Traversetolo • Trecasali
V
Valmozzola • Varano de' Melegari • Varsi
Z
Zibello

## Pokrajina Piacenza
A
Agazzano • Alseno
B
Besenzone • Bettola • Bobbio • Borgonovo Val Tidone
C
Cadeo • Calendasco • Caminata • Caorso • Carpaneto Piacentino • Castel San Giovanni • Castell'Arquato • Castelvetro Piacentino • Cerignale • Coli • Corte Brugnatella • Cortemaggiore
F
Farini • Ferriere • Fiorenzuola d'Arda
G
Gazzola • Gossolengo • Gragnano Trebbiense • Gropparello
L
Lugagnano Val d'Arda
M
Monticelli d'Ongina • Morfasso
N
Nibbiano
O
Ottone
P
Pecorara • Piacenza • Pianello Val Tidone • Piozzano • Podenzano • Ponte dell'Olio • Pontenure
R
Rivergaro • Rottofreno
S
San Giorgio Piacentino • San Pietro in Cerro • Sarmato
T
Travo
V
Vernasca • Vigolzone • Villanova sull'Arda
Z
Zerba • Ziano Piacentino

## Pokrajina Ravenna
A
Alfonsine
B
Bagnacavallo • Bagnara di Romagna • Brisighella
C
Casola Valsenio • Castel Bolognese • Cervia • Conselice • Cotignola
F
Faenza • Fusignano
L
Lugo
M
Massa Lombarda
R
Ravenna • Riolo Terme • Russi
S
Sant'Agata sul Santerno • Solarolo

## Pokrajina Reggio Emilia
A
Albinea
B
Bagnolo in Piano • Baiso • Bibbiano • Boretto • Brescello • Busana
C
Cadelbosco di Sopra • Campagnola Emilia • Campegine • Canossa • Carpineti • Casalgrande • Casina • Castellarano • Castelnovo di Sotto • Castelnovo ne' Monti • Cavriago • Collagna • Correggio
F
Fabbrico
G
Gattatico • Gualtieri • Guastalla
L
Ligonchio • Luzzara
M
Montecchio Emilia
N
Novellara
P
Poviglio
Q
Quattro Castella
R
Ramiseto • Reggio nell'Emilia • Reggiolo • Rio Saliceto • Rolo • Rubiera
S
San Martino in Rio • San Polo d'Enza • Sant'Ilario d'Enza • Scandiano
T
Toano
V
Vetto • Vezzano sul Crostolo • Viano • Villa Minozzo

## Pokrajina Rimini
B
Bellaria-Igea Marina
C
Cattolica • Coriano
G
Gemmano
M
Misano Adriatico • Mondaino • Monte Colombo • Montefiore Conca • Montegridolfo • Montescudo • Morciano di Romagna
P
Poggio Berni
R
Riccione • Rimini
S
Saludecio • San Clemente • San Giovanni in Marignano • Santarcangelo di Romagna
T
Torriana
V
Verucchio